# دومينيك ميستيريو
دومينيك أوسكار جوتيريز (ولد في 5 أبريل 1997) هو مصارع محترف أمريكي. متعاقد حاليًا مع دبليو دبليو إي، حيث يشارك في عرض Raw تحت اسم الحلبة "Dirty" دومينيك ميستيريو، حيث يعد عضوًا في فريق The Judgment Day. ميستيريو هو بطل بطولة أمريكا الشمالية إن إكس تي مرتين.
جوتيريز هو مصارع محترف من الجيل الثالث، بعد والده ري ميستيريو وعمه الأكبر ري ميستيريو الأب. كان حاضرا لمشاهدة المصارعة لمعظم حياته عندما كان طفلاً في أحداث WWE لرؤية والده.

## وصلات خارجية
- دومينيك ميستيريو على موقع IMDb (الإنجليزية)